# 溥善
溥善（19世纪1854年前—20世纪？），字小峰，爱新觉罗氏，父頭等輔國將軍愛新覺羅載崇。母富察氏，禮部尚書貴慶女，福建巡撫瑞璸、吏部郎中瑞琇妹。

## 生平
溥善是一等辅国将军载崇的长子。后来袭奉国将军。經筵講官、吏部左侍郎、鑲藍旗滿洲副都統管理幼官學事務、正藍旗總族長、備查壇廟大臣、查城大臣、國史館清文總校、稽察七倉大臣。光緒三十年八月派充左翼監督，十二月奉旨革職、仍留奉國將軍，內閣學士兼禮部侍郎銜。。宣统三年八月十二日，溥善被派为资政院钦选议员。
其诗作录入正蓝旗汉军进士胡俊章辑《春明诗课汇选》。

## 家庭
- 父：一等辅国将军载崇
- 二弟：奉国将军溥良（启功的曾祖）
- 三弟：奉国将军溥兴
- 子：毓厚娶大学士琦善孙瑞洵之女[1]